# Pocahontas megye (Nyugat-Virginia)
Pocahontas megye az Amerikai Egyesült Államokban, azon belül Nyugat-Virginia államban található. Megyeszékhelye és legnagyobb városa Marlinton. Lakosainak száma 7869 fő (2020. április 1.). Pocahontas megye Randolph, Bath, Pendleton, Highland, Webster és Greenbrier megyékkel határos.

## Népesség
A megye népességének változása:
| Lakosok száma | 8702 | 8817 | 8682 | 8669 | 8607 | 7869 |
|               | 2010 | 2011 | 2012 | 2013 | 2015 | 2020 |